# トック山
トック山（モンテ・トック、モンテ・トクとも、イタリア語: Monte Toc）は、イタリア北部、フリウリ＝ヴェネツィア・ジュリア州エルト・エ・カッソとヴェネト州ベッルーノ県ロンガローネにまたがる山。地滑りが多発する山であったことから、地元住民の間では、歩く山との異名でも呼ばれていた。1960年に山の麓に建設されたバイオントダムがもっとも有名である。山の名前は、フリウリ語の"patoc"を短縮したものとされており、この言葉は「腐った」や「湿っぽい」といった意味の言葉である。
1963年10月9日、トック山で大規模な地滑りが発生し、約2.6億立方メートルもの土砂が、バイオントダムによって形成されていた人造湖に滑り落ちていった。この地滑りによりこの人造湖では高さ250メートルを超える巨大津波が発生し、バイオントダムの堤体を超え、ロンガローネの町や周囲の村々を破壊しつくした。1,918人もの人々が死に、その内1,450人が麓の町・ロンガローネで亡くなった。